# Gonzalo Daniel Escobar
Gonzalo Escobar (Alejandro Korn, Provincia de Buenos Aires, Argentina, 16 de marzo de 1997) es un futbolista argentino. Juega de defensa en el Santos F. C. del Campeonato Brasileño de Serie B, cedido del Fortaleza E.C. también de Brasil.

## Carrera

### Inferiores
Escobar estuvo en las divisiones inferiores de varios equipos. Empezó en su ciudad, Alejandro Korn, en el club El Rosedal (actual Estrella del Sur), siguió en Castelli y en 2003 fue elegido para ser parte de las infantiles de Banfield. Allí estuvo hasta 2012, llegando a las inferiores de Temperley con 15 años.

### Temperley
Después de varios años en las inferiores del Gasolero, debutó en la Primera del club. Fue el 15 de mayo de 2016, siendo titular en la victoria por 2-0 sobre Newell's Old Boys.
En la siguiente temporada fue titular en la mayor parte del torneo, jugando 26 partidos de 29. Tuvo la posibilidad de jugar en estadios como La Bombonera o El Monumental.
Para la temporada 2017-18 jugó solo 6 meses, participando en 11 partidos y siendo expulsado por primera vez en su último partido con el Celeste el 2 de diciembre en el empate a 2 frente a Argentinos Juniors.

### Colón
Por su buen paso por el club bonaerense, Colón decidió comprar el 65% del pase del jugador, tasado en 10 millones de pesos (alrededor de 500 000 dólares). Debutó el 3 de febrero de 2018, siendo titular en la derrota por 0-1 contra Independiente. Un mes después debutó en la Copa Sudamericana con la victoria del Sabalero por 1-0 sobre Zamora de Venezuela.
En la temporada 2018-19 jugó gran parte del torneo, además de seguir jugando por Sudamericana contra grandes equipos como São Paulo en el Estadio Morumbi.
Para la siguiente temporada, Escobar fue más protagonista y tuvo más participación en la Copa Sudamericana, jugando 9 partidos de los 11 jugados y disputando la final frente a Independiente del Valle de Ecuador, final que saldría derrotado el equipo argentino por 3-1.

### España
El 24 de agosto de 2021 llegó al fútbol español tras firmar por dos años con la U. D. Ibiza.

## Estadísticas

### Clubes
- Actualizado hasta el 24 de enero de 2023.

| C. A. Temperley Argentina | 1.ª           | 2016          | 2   | 0 | 0  | 0 | -  | - | 2   | 0 |
| C. A. Temperley Argentina | 1.ª           | 2016-17       | 26  | 0 | 0  | 0 | -  | - | 26  | 0 |
| C. A. Temperley Argentina | 1.ª           | 2017-18       | 11  | 0 | 2  | 0 | -  | - | 13  | 0 |
| C. A. Temperley Argentina | Total club    | Total club    | 39  | 0 | 2  | 0 | -  | - | 41  | 0 |
| C. A. Colón Argentina | 1.ª           | 2017-18       | 13  | 0 | 0  | 0 | 1  | 0 | 14  | 0 |
| C. A. Colón Argentina | 1.ª           | 2018-19       | 16  | 0 | 4  | 0 | 7  | 0 | 27  | 0 |
| C. A. Colón Argentina | 1.ª           | 2019-20+2020  | 13  | 0 | 11 | 0 | 6  | 0 | 30  | 0 |
| C. A. Colón Argentina | 1.ª           | 2021          | 0   | 0 | 11 | 0 | -  | - | 11  | 0 |
| C. A. Colón Argentina | Total club    | Total club    | 42  | 0 | 25 | 0 | 14 | 0 | 81  | 0 |
| U. D. Ibiza · España | 2.ª           | 2021-22       | 21  | 1 | 2  | 0 | -  | - | 23  | 1 |
| U. D. Ibiza · España | 2.ª           | 2022-23       | 10  | 0 | 1  | 0 | -  | - | 11  | 0 |
| U. D. Ibiza · España | Total club    | Total club    | 31  | 1 | 3  | 0 | -  | - | 34  | 1 |
| Total carrera | Total carrera | Total carrera | 112 | 1 | 31 | 0 | 14 | 0 | 157 | 1 |
| (1) Las copas nacionales se refiere a la Copa Argentina, Copa de la Superliga Argentina y a la Copa de la Liga Profesional. (2) Las copas internacionales se refiere a la Copa Libertadores y a la Copa Sudamericana. |               |               |     |   |    |   |    |   |     |   |

## Palmarés

### Títulos nacionales
| Título          | Club        | País      | Año  |
| --------------- | ----------- | --------- | ---- |
| Copa de la Liga | C. A. Colón | Argentina | 2021 |